# Conchoecia indica
Conchoecia indica is een mosselkreeftjessoort uit de familie van de Halocyprididae. De wetenschappelijke naam van de soort is voor het eerst geldig gepubliceerd in 1972 door Merrylal James.